# ジョルディ・パブロ
ジョルディ・パブロ（Jordi Pablo Ripollés, 1990年1月1日 - ）は、スペイン・カステリョン県出身の元サッカー選手。現役時代のポジションはMF（右サイドハーフ）。

## 経歴
2008-09シーズンは主にビジャレアルCF Bでプレーし、28試合に出場して1得点した。2009年4月11日、マラガCF戦でブルーノ・ソリアーノとの交代で途中出場し、デビューを飾った。4日後の4月15日にはUEFAチャンピオンズリーグのアーセナルFC戦でカニとの途中交代で70分から出場した。同年7月、4年契約でマラガCFへ完全移籍した。ただし最初の3年間には買い戻しオプションが付いており、1年目は15万ユーロ、2年目は20万ユーロ、3年目は30万ユーロを払えば買い戻すことができる。8月中旬、レバンテUDとの親善試合で靱帯断裂の大怪我を負った。
U-15代表から各年代のスペイン代表に選出されている。2007年には韓国で開催されたFIFA U-17ワールドカップに出場し、4試合で3得点した。2009年にはスペインU-19代表でプレーした。

## 所属クラブ
- 2007-2009  ビジャレアルCF B
- 2009  ビジャレアルCF
- 2009-2011  マラガCF

2010-2011 → FCカルタヘナ (Loan)
- 2011-2012  ビジャレアルCF B
- 2012  アトレティコ・マドリードB
- 2012-2014  ラ・ローダCF
- 2014-2015  CDミランデス
- 2015-2016  UDソクエリャモス
- 2016  ラ・ローダCF